# Eickeloh
Eickeloh is een gemeente in de Duitse deelstaat Nedersaksen. De gemeente maakt deel uit van de Samtgemeinde Ahlden in het Landkreis Heidekreis.
Eickeloh telt 786 inwoners.
Het (weinig belangrijke) dorp werd in 1237 voor het eerst in een document vermeld. Middelen van bestaan zijn toerisme en landbouw.
Het dorp ligt direct ten zuiden van Hodenhagen met zijn grote safaripark Serengeti-Park.

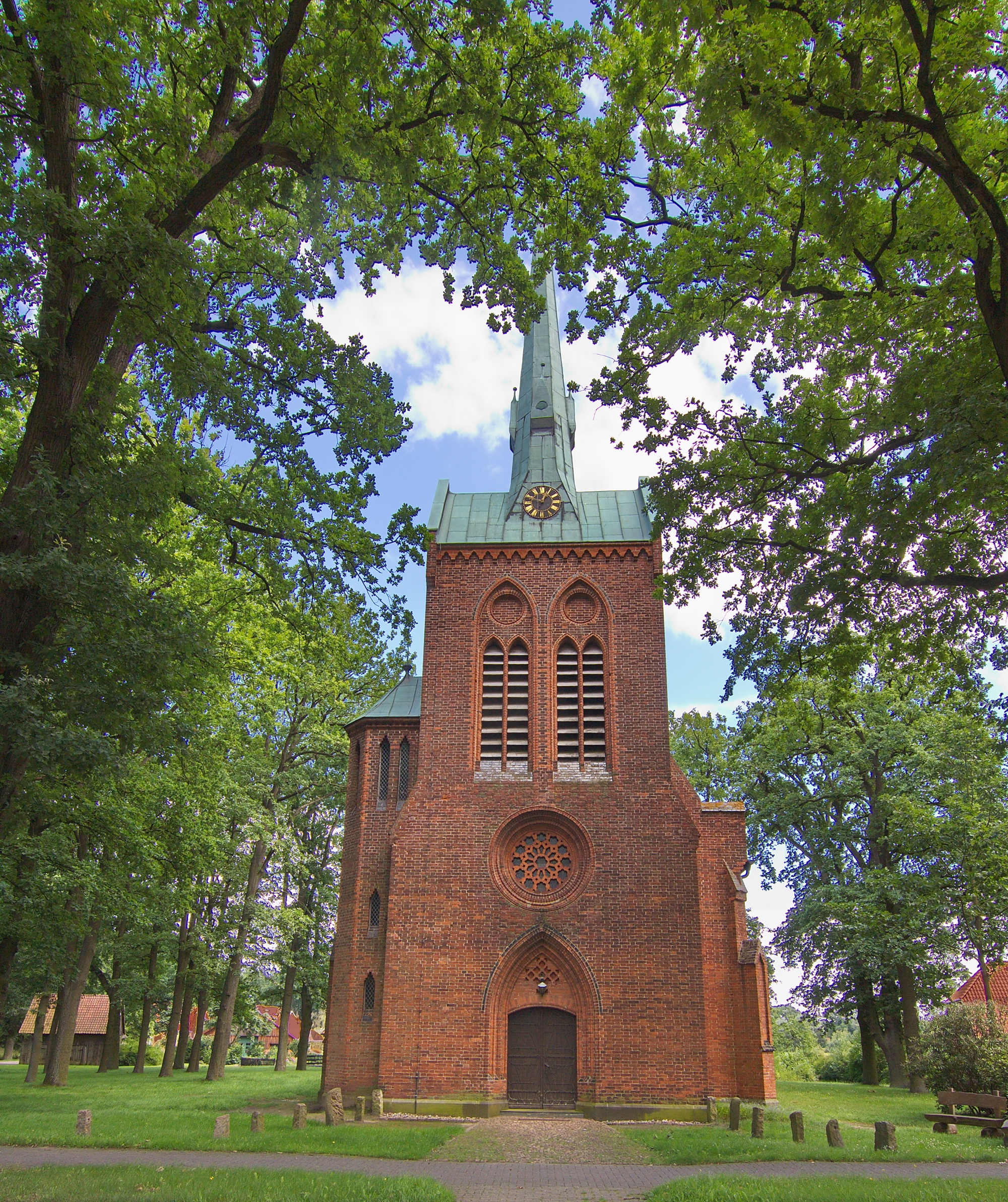
Evangelisch-lutherse Heilig-Kruiskerk (1868; ontwerp: Conrad Wilhelm Hase)

- Gemeinsame Normdatei: 16021303-4
- Virtual International Authority File: 146471798
- WorldCat: E39PCjHMKYmpqRk6yCqDYB8vjK

Ahlden · 
Bad Fallingbostel · 
Bispingen · 
Böhme · 
Bomlitz · 
Buchholz · 
Eickeloh · 
Essel · 
Frankenfeld · 
Gilten · 
Grethem · 
Hademstorf · 
Häuslingen · 
Hodenhagen · 
Lindwedel · 
Munster · 
Neuenkirchen · 
Osterheide · 
Rethem (Aller) · 
Schneverdingen · 
Schwarmstedt · 
Soltau · 
Walsrode · 
Wietzendorf